# Dubetschne
Dubetschne (ukrainisch Дубечне; russisch Дубечно Dubetschno, polnisch Dubeczno oder Dubieczno) ist ein Dorf in der Oblast Wolyn im Nordwesten der Ukraine mit etwa 2300 Einwohnern (2004).

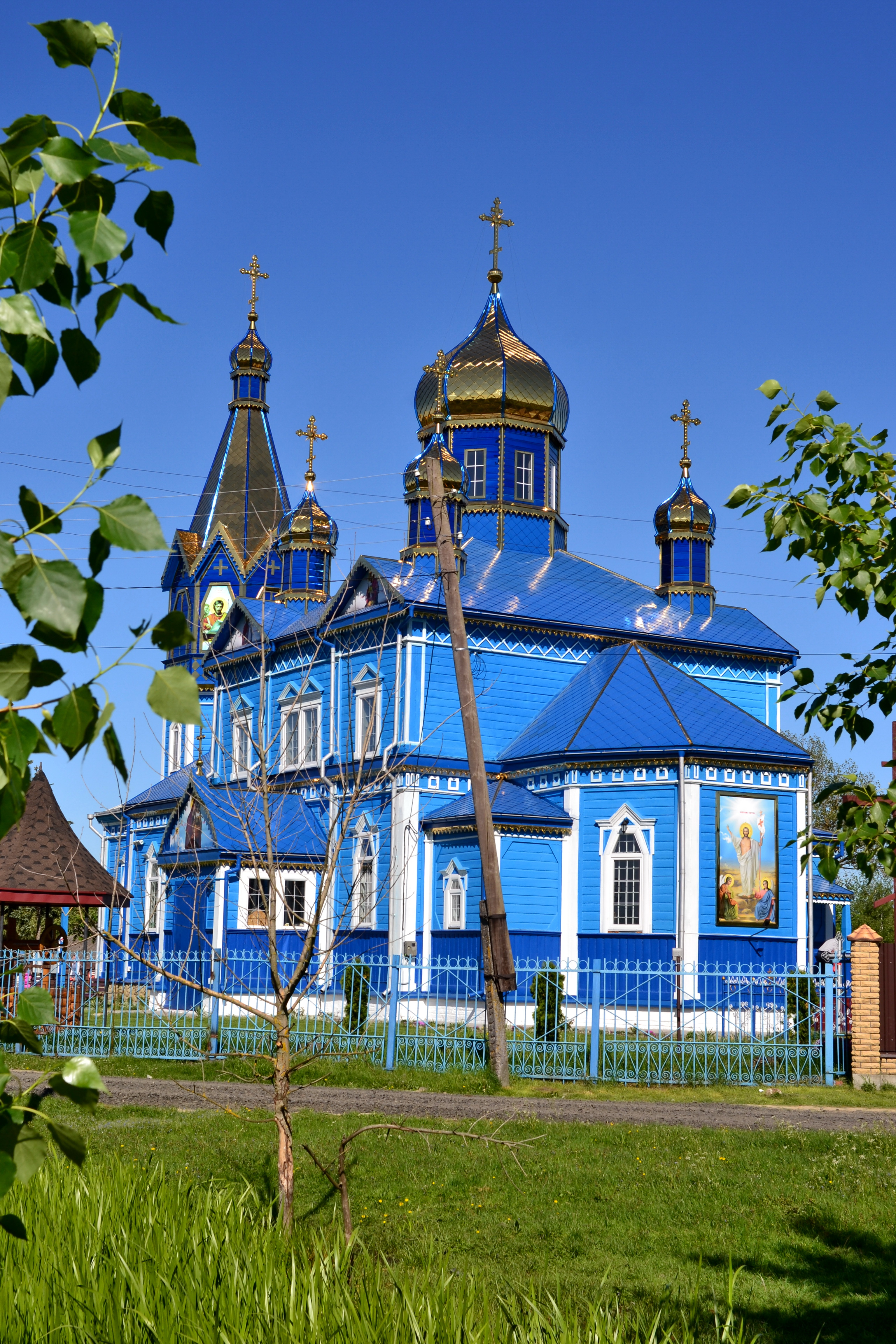
Kirche im Ort

Dubetschne wurde 1565 gegründet und liegt in Polesien an den Territorialstraßen T–03–08 und T–03–09 120 km nordwestlich des Oblastzentrums Luzk und 13 km nordwestlich vom ehemaligen Rajonzentrum Stara Wyschiwka.

## Verwaltungsgliederung
Am 21. Juli 2017 wurde das Dorf zum Zentrum der neugegründeten Landgemeinde Dubetschne (ukrainisch Дубечненська сільська громада/Dubetschnenska silska hromada). Zu dieser zählten auch noch die 6 Dörfer Hluchy, Ljutka, Mokre, Rokyta, Saljuttja und Teklja, bis dahin bildete das Dorf zusammen mit den Dörfern Ljutka, Mokre, Rokyta und Saljuttja die gleichnamige Landratsgemeinde Dubetschne (Дубечненська сільська рада/Dubetschnenska silska rada) im Norden des Rajons Stara Wyschiwka.
Am 12. Juni 2020 wurde die Landgemeinde um 3 weitere in der untenstehenden Tabelle aufgelisteten Dörfer erweitert.
Am 17. Juli 2020 wurde der Ort Teil des Rajons Kowel.
Folgende Orte sind neben dem Hauptort Dubetschne Teil der Gemeinde:
| Name                     | Name       | Name                     | Name        | Name |
| ukrainisch transkribiert | ukrainisch | russisch                 | polnisch    |      |
| ------------------------ | ---------- | ------------------------ | ----------- | ---- |
| Hluchy                   | Глухи      | Глухи (Gluchi)           | Głuchy      |      |
| Jarewyschtsche           | Яревище    | Яревище (Jarewischtsche) | Jarewiszcze |      |
| Krymne                   | Кримне     | Крымно (Krymno)          | Krymno      |      |
| Ljubochyny               | Любохини   | Любохины (Ljubochiny)    | Lubochiny   |      |
| Ljutka                   | Лютка      | Лютка                    | Lutka       |      |
| Mokre                    | Мокре      | Мокрое (Mokroje)         | Mokre       |      |
| Rokyta                   | Рокита     | Ракита (Rakita)          | Rokita      |      |
| Saljuttja                | Залюття    | Залютье (Saljutje)       | Zalucie     |      |
| Teklja                   | Текля      | Текля                    | Tekla       |      |